# El Soleràs
El Soleràs è un comune spagnolo di 412 abitanti situato nella comunità autonoma della Catalogna.